# عربی نجدی
عربی نجدی (عربی: اللهجة النجدیة) گروهی از گویش‌های عربی است که از منطقه نجد در عربستان سعودی ریشه گرفته‌اند. در نتیجه مهاجرت نجدی‌ها، مناطق گسترده‌ای خارج از نجد نیز به این گویش سخن می‌گویند که از آن‌ها می‌توان به استان‌های شرقی، جوف، نجران و مرزهای شمالی اشاره کرد. این گویش خارج از عربستان، در بیابان شام در عراق، اردن و سوریه (به جز پالمیرا که عربی عراقی رایج است) و بخش‌های غربی کویت رایج است.